# Bingo Hall Baby
«Bingo Hall Baby» (Electropop remake) es el decimosegundo sencillo del artista inglés de música electrónica Andy Bell. Es el segundo sencillo extraído del álbum de mezclas Variance "The Torsten the Bareback Saint" remixes. La versión original aparece en la banda sonora del musical Torsten the Bareback Saint.

## Lista de temas
1.Bingo Hall Baby (Electropop remake)